# Куршаб (Кызыл-Октябрьский аильный округ)
Куршаб (кирг. Куршаб) — село в Узгенском районе Ошской области Кыргызстана. Входит в состав Кызыл-Октябрьского аильного округа. Код СОАТЕ — 41706  255 844 07 0

## Население
По данным переписи 2023 года, в селе проживало 768 человек.